# Jonesboro (Indiana)
Jonesboro – miasto w Stanach Zjednoczonych, w stanie Indiana, w hrabstwie Grant.